# Padasuka (Cimenyan)
Padasuka is een bestuurslaag in het regentschap Bandung van de provincie West-Java, Indonesië. Padasuka telt 17.140 inwoners (volkstelling 2010).